# 프랑스령 폴리네시아의 코로나19 범유행
다음은 프랑스령 폴리네시아의 코로나19 범유행 현황에 대한 설명이다.
2020년 3월 프랑스령 폴리네시아의 프랑스 해외 집단에 온 것으로 확인되었다.

## 배경
2020년 1월 12일, 세계보건기구(WHO)는 2019년 12월 31일에 WHO에 보고된 중국 후베이성 우한시의 인구 집단에서 코로나19가 호흡기 질환의 원인임을 확인했다.
코로나19가 2003년 사스보다는 치명률이 훨씬 낮지만, 총 사망자 수가 상당할 정도로 감염 경로는 훨씬 더 컸다.

## 타임라인
| 프랑스령 폴리네시아의 코로나19 현황 () 사망자 완치자 현재 환자 수 3월 4월 5월 6월 7월 8월 9월 최근 15일 최근 15일 | 프랑스령 폴리네시아의 코로나19 현황 () 사망자 완치자 현재 환자 수 3월 4월 5월 6월 7월 8월 9월 최근 15일 최근 15일 | 프랑스령 폴리네시아의 코로나19 현황 () 사망자 완치자 현재 환자 수 3월 4월 5월 6월 7월 8월 9월 최근 15일 최근 15일 | 프랑스령 폴리네시아의 코로나19 현황 () 사망자 완치자 현재 환자 수 3월 4월 5월 6월 7월 8월 9월 최근 15일 최근 15일 | 프랑스령 폴리네시아의 코로나19 현황 () 사망자 완치자 현재 환자 수 3월 4월 5월 6월 7월 8월 9월 최근 15일 최근 15일 |
| --- | --- | --- | --- | --- |
| 날짜 | 날짜 | | 누적 확진자 (추가 확진자)                                                                                         | 누적 사망자 (추가 사망자)                                                                                         |
| 2020-03-11 | 2020-03-11 | | 1(n.a.) | 0(n.a.) |
| 2020-03-12 | 2020-03-12 | | 3(+2) | 0(n.a.) |
| 2020-03-18 | 2020-03-18 | | 6(+3) | 0(n.a.) |
| 2020-03-19 | 2020-03-19 | | 11(+5) | 0(n.a.) |
| 2020-03-20 | 2020-03-20 | | 15(+4) | 0(n.a.) |
| 2020-03-21 | 2020-03-21 | | 17(+2) | 0(n.a.) |
| 2020-03-22 | 2020-03-22 | | 18(+1) | 0(n.a.) |
| 2020-03-23 | 2020-03-23 | | 23(+5) | 0(n.a.) |
| 2020-03-24 | 2020-03-24 | | 25(+2) | 0(n.a.) |
| 2020-03-25 | 2020-03-25 | | 25(=) | 0(n.a.) |
| 2020-03-26 | 2020-03-26 | | 30(+5) | 0(n.a.) |
| 2020-03-28 | 2020-03-28 | | 34(+4) | 0(n.a.) |
| 2020-03-29 | 2020-03-29 | | 35(+1) | 0(n.a.) |
| 2020-03-30 | 2020-03-30 | | 36(+1) | 0(n.a.) |
| 2020-03-31 | 2020-03-31 | | 37(+1) | 0(n.a.) |
| 2020-04-03 | 2020-04-03 | | 39(+2) | 0(n.a.) |
| 2020-04-04 | 2020-04-04 | | 40(+1) | 0(n.a.) |
| 2020-04-05 | 2020-04-05 | | 41(+1) | 0(n.a.) |
| 2020-04-06 | 2020-04-06 | | 42(+1) | 0(n.a.) |
| 2020-04-07 | 2020-04-07 | | 47(+5) | 0(n.a.) |
| 2020-04-08 | 2020-04-08 | | 51(+4) | 0(n.a.) |
| 2020-04-12 | 2020-04-12 | | 53(+2) | 0(n.a.) |
| 2020-04-13 | 2020-04-13 | | 55(+2) | 0(n.a.) |
| 2020-04-18 | 2020-04-18 | | 55(=) | 0(n.a.) |
| 2020-04-21 | 2020-04-21 | | 55(=) | 0(n.a.) |
| 2020-04-23 | 2020-04-23 | | 56(+1) | 0(n.a.) |
| 2020-04-24 | 2020-04-24 | | 57(+1) | 0(n.a.) |
| 2020-04-26 | 2020-04-26 | | 57(=) | 0(n.a.) |
| 2020-04-27 | 2020-04-27 | | 58(+1) | 0(n.a.) |
| 2020-04-30 | 2020-04-30 | | 58(=) | 0(n.a.) |
| 2020-05-04 | 2020-05-04 | | 58(=) | 0(n.a.) |
| 2020-05-05 | 2020-05-05 | | 60(+2) | 0(n.a.) |
| 2020-05-06 | 2020-05-06 | | 60(=) | 0(n.a.) |
| 2020-05-07 | 2020-05-07 | | 60(=) | 0(n.a.) |
| 2020-05-12 | 2020-05-12 | | 60(=) | 0(n.a.) |
| 2020-05-14 | 2020-05-14 | | 60(=) | 0(n.a.) |
| 2020-05-18 | 2020-05-18 | | 60(=) | 0(n.a.) |
| 2020-06-26 | 2020-06-26 | | 62(+2) | 0(n.a.) |
| 2020-06-30 | 2020-06-30 | | 62(=) | 0(n.a.) |
| 2020-07-29 | 2020-07-29 | | 62(=) | 0(n.a.) |
| 2020-08-04 | 2020-08-04 | | 64(+2) | 0(n.a.) |
| 2020-08-10 | 2020-08-10 | | 112(+48) | 0(n.a.) |
| 2020-08-12 | 2020-08-12 | | 139(+27) | 0(n.a.) |
| 2020-08-14 | 2020-08-14 | | 166(+27) | 0(n.a.) |
| 2020-08-17 | 2020-08-17 | | 211(+45) | 0(n.a.) |
| 2020-08-19 | 2020-08-19 | | 232(+21) | 0(n.a.) |
| 2020-08-21 | 2020-08-21 | | 298(+66) | 0(n.a.) |
| 2020-08-24 | 2020-08-24 | | 372(+74) | 0(n.a.) |
| 2020-08-26 | 2020-08-26 | | 415(+43) | 0(n.a.) |
| 2020-08-28 | 2020-08-28 | | 482(+67) | 0(n.a.) |
| 2020-08-31 | 2020-08-31 | | 573(+91) | 0(n.a.) |
| 2020-09-02 | 2020-09-02 | | 622(+49) | 0(n.a.) |
| 2020-09-03 | 2020-09-03 | | 658(+36) | 0(n.a.) |
| 2020-09-04 | 2020-09-04 | | 694(+36) | 0(n.a.) |
| 2020-09-07 | 2020-09-07 | | 773(+79) | 0(n.a.) |
| 2020-09-09 | 2020-09-09 | | 795(+22) | 0(n.a.) |
| 2020-09-10 | 2020-09-10 | | 869(+74) | 1(n.a.) |
| 2020-09-11 | 2020-09-11 | | 953(+84) | 2(+1) |
| 2020-09-14 | 2020-09-14 | | 1,099(+146) | 2(=) |
| 2020-09-21 | 2020-09-21 | | 1,394(+295) | 2(=) |
| 2020-09-23 | 2020-09-23 | | 1,469(+75) | 5(+3) |
| 2020-09-25 | 2020-09-25 | | 1,579(+110) | 6(+1) |
| 2020-09-28 | 2020-09-28 | | 1,728(+149) | 7(+1) |

### 2020년 3월
3월 11일, 프랑스령 폴리네시아에서 코로나19의 첫 번째 확진자가 확인되었다. 첫 번째 확진자는 프랑스 국회의원인 Maina Sage였다.
보고된 확진자 수는 3월 13일에 3명으로 증가했다.
또 다른 새로운 코로나19 사례는 Tuamotus의 Fakarava 환초에서 병에 걸린 스위스 관광객과 관련이 있습니다. Tahiti Nui Television에 따르면 관광객은 지난 주말에 프랑스령 폴리네시아에 도착했다고 한다. 그 개인은 테스트에서 감염이 확인된 타히티로 돌아왔다. 한편 프랑스령 폴리네시아는 한 달 동안 유람선 관광을 중단했다. 정부는 프랑스령 폴리네시아로 향하는 선박이 자신이 선택한 다음 국제 항구로 향할 것이라고 성명을 발표했다. 프랑스령 폴리네시아 영해에 있는 선박은 승객이 하선하여 송환할 수 있도록 파페에 테로 향한다. 도킹하기 전에 승객의 건강 상태를 당국에 보고해야 한다.
3월 18일,과 3월 19일에 5명의 새로운 확진자가 확인되었다.
3월 20일 자정에 폐쇄가 발표되었다.
3월 24일부터 주류 판매가 금지된다.
2020년 3월 27일, 프랑스 고등 판무관 Dominique Sorain과 프랑스령 폴리네시아 대통령은 이날부터 4월 15일까지 오후 8시부터 다음날 오전 5시까지 통금 시간이 부과될 것이라고 공동으로 발표했다.

### 2020년 5월
5월 19일, 교육부는 60명 모두가 완치되었고 경계를 유지할 것이라고 보고했다. 5월 21일에 주민들은 시험을 치르지 않고 다른 섬으로 여행할 수 있지만 2주 격리 명령이 있다.

### 2020년 8월
8월 12일, 77개의 새로운 사례가 보고되었다.
8월 12일부터 8월 25일까지 프랑스령 폴리네시아 당국은 다음 조치를 시행하였다. (연장 가능)
- 디스코 및 나이트 클럽 폐쇄
- 공공 고속도로 또는 일반에게 공개된 장소에서 50명이 넘는 사람들이 모이는 회의는 고등 판무관실의 사전 허가를 받아야 한다.
- 레스토랑과 바에 엄격한 규칙 적용 (고객은 자리에 앉아야하며 각 테이블 사이에 최소 1m의 거리를 유지해야하며 식당을 이동할 때 모든 사람이 마스크를 착용해야 한다.)
- 모든 상점, 수상 택시 / 페리 운송, 비행기, 대중 교통, 공항 및 페리 터미널에서 마스크 착용은 필수이다. 요구 사항은 통제 및 제재에 의해 시행된다. 이러한 요구 사항을 준수하지 않을 경우 최대 € 745.82의 벌금이 부과된다.

8월 14일, 104건의 사례가 보고되었다. 사례는 집이나 전용 숙박 센터에서 격리되었다. CHPF에 입원 한 사람은 3명, 중환자실에는 입원하지 않았으며 3명은 격리 상태에서 풀려났고 건강한 것으로 간주되었다.
8월 17일 149건의 코로나19 사례가 확인되었다. 이 사건들은 모두 집이나 전용 숙소 센터에서 격리되었다. 4건의 사례가 격리 상태에서 풀려났고 건강한 것으로 간주되었다. CHPF에 두 사람이 입원했지만 중환자실에는 입원하지 않았다.
8월 19일 170건의 코로나19 사례가 확인되었다. 170명 중 27명은 격리 상태에서 풀려 났고 건강한 것으로 간주되었다. 지난 10일 동안 확인된 143명의 다른 사례는 모두 집이나 전용 숙소에서 격리되었다. 중환자실을 포함하여 3명이 CHPF에 입원했다.
8월 21일, 2020년 8월 2일부터 21일까지 총 236건의 코로나19 사례가 확인되었다. 이 중 80명은 격리에서 풀려 났고 완치된 것으로 간주되었다. 다른 확진 사례는 모두 집이나 전용 숙소 (28명)에서 격리된다. 현재 코로나19로 CHPF에 4명이 입원 중이다. 이 중 11명이 65세 이상이다. 사례는 타히티의 도시 공동체에 있다. Raiatea에서 새로운 사례가 발견되었다.
8월 24일, 2020년 8월 2일 이후 총 310건의 코로나19 사례가 확인되었다. 이 중 119명이 격리에서 풀려났고 완치된 것으로 간주된다. 지난 10일 동안 확인된 다른 사례는 모두 집이나 전용 숙소 (34명)에서 격리된다. 현재 7명이 중환자 실에 있는 3명을 포함하여 코로나19로 CHPf에 입원하고 있다. 사례는 타히티의 도시 공동체에 있다.
8월 26일, 2020년 8월 2일 이후 총 353건의 코로나19 사례가 확인되었다. 이 중 140명은 격리 상태에서 풀려났으며 완치된 것으로 간주된다. 지난 10일 동안 확인된 다른 사례는 모두 집이나 전용 숙소 (36명)에서 격리된다. 현재 중환자실에 있는 3명을 포함하여 9명이 코로나19로 CHPf에 입원하고 있다. 사례는 타히티의 도시 공동체에 있다.

### 2020년 10월
10월 11일 기준으로 2,754건이 보고되었으며 이 중 633건이 격리 중이다. 프랑스령 폴리네시아 대통령인 에두아르 프리슈는 프랑스의 에마뉘엘 마크롱을 방문한지 이틀 만에 양성 반응을 보였다.

## 프랑스령 폴리네시아 입국 및 체류 조건
프랑스령 폴리네시아는 항공으로 도착하는 6세 이상의 모든 여행자 (거주자 및 비거주자)에게 적용되는 입국 및 체류 조건을 확인했다. 2020년 7월 15일부터 격리 조치가 해제되고 프랑스령 폴리네시아 국경이 모든 국가의 국제 관광에 다시 개방되었다. 모든 여행자는 다음과 같은 필수 조건이 적용된다.

### 탑승 전
- 국제선 출발 전 3일 이내에 실시된 음성 RT-PCR 테스트 (승인 및 비승인 테스트 목록) 증명
- Etis.pf 플랫폼 (전자 여행 정보 시스템)에 건강 등록 영수증 제시

### 숙박 중
타히티 섬에 도착한 후 4일 후에 자가 테스트
마스크 착용 (11세부터) 은:
- 밀폐된 공공 장소 및 시설에서 권장된다.
- 상점, 수상 택시 / 페리 운송, 비행기, 대중 교통, 공항 및 페리 터미널을 포함하여 많은 사람들이 사용하는 야외 공공 장소에서 필수이다.

이러한 요구 사항을 준수하지 않을 경우 최대 € 745.82의 벌금이 부과된다.
항상 모든 장소에서 예방 조치를 존중한다.

## 같이 보기
- 프랑스의 코로나19 범유행